# Бернард де Баллиол (умер в 1212)
Бернард де Баллиол (англ. Bernard de Balliol; умер в 1212) — английский аристократ, второй из сыновей Эсташа де Баллиола, феодального барона Биуэлл (Барнард-Касла). Происходил из английского рода Баллиолов. Хронист Матвей Парижский называет Бернарда в числе «злых советников» английского короля Иоанна Безземельного.

## Происхождение
Род Баллиолов происходил из Пикардии; их родовое прозвание восходит, вероятно, к названию поселения Байёль-ан-Вимё, находящегося неподалёку от Абвиля в графстве Понтье в современном французском департаменте Сомма. В Англии Баллиолы появились в 1090-е годы, получив владения в Северной Англии, в основном в Нортумберленде и Дареме. Также они сохраняли владения в Пикардии.
Около 1090 года после смерти Бернарда II де Баллиола угасла старшая ветвь рода, после чего его владения унаследовал его двоюродный брат Эсташ, сеньор де Эликур, принявший родовое прозвание Баллиолов. Эсташ был женат дважды: на Ада де Фонтене и Петронелле, вдове Роберта Фиц-Пирса из Черчилла. Он оставил 4 или 5 сыновей и дочь; их матерью, скорее всего, была его первая жена. Наследником отцовских владений оказался старший из сыновей, Хью I де Баллиол, Бернард же был вторым сыном.

## Биография
Как и его старший брат Хью, Бернард в конфликте Иоанна Безземельного с баронами был заметным членом группы североанглийских баронов, стойко держащих сторону короля. Хронист Матвей Парижский, симпатизировавший противникам Иоанна, называет братьев Баллиол в числе «злых советников» короля.
Бернард засвидетельствовал хартию Хью де Баллиола, подтверждающую сделанное их отцом дарение аббатству Келсо земли неподалёку от Хели Честерс. 
Бернард умер в 1212 году. Неизвестно, был ли он женат и были ли у него дети.